# Klopfzeichen
| Оценки критиков | Оценки критиков |
| Источник        | Оценка          |
| --------------- | --------------- |
| Allmusic        | [ 2 ]           |

Klopfzeichen (с нем. — «Знак Постукивания») — дебютный студийный альбом немецкой экспериментальной группы Kluster, выпущенный в ноябре 1970 года на лейбле Schwann. Альбом был спродюсирован Оскаром Готлибом Бларром, звукорежиссёром выступил Конни Планк. Оба будут занимать те же должности при записи следующего альбома Kluster «Zwei-Osterei».

## Об альбоме
В конце 1969 года основатель Kluster Конрад Шнитцлер прочитал газетное объявление церковного органиста, интересовавшегося новой музыкой. Результатом стало спонсорство церковью первых двух альбомов, «Klopfzeichen» и «Zwei-Osterei», при условии, что Kluster был готов добавить религиозный текст на первую сторону каждой пластинки. Обе пластинки были выпущены лейблом Schwann, известным своей церковной музыкой, и в общей сложности было выпущено и продано по 300 копий каждой. Комментарий Шнитцлера к тексту: «Если вы не понимаете немецких слов, это звучит лучше. […] Если вы знаете, что это значит, вы найдёте это ужасным».
«Klopfzeichen» был записан 21 декабря 1969 года в Rhenus-Studio, Гордорф, Германия. В примечаниях к переизданию компакт-диска на лейбле Hypnotic, а также на некоторых веб-сайтах дата записи указана ровно год спустя, в 1970 году. Это неверно, так как в этом случае запись была бы размещена после первоначальной даты выпуска. Шнитцлер утверждает в интервью, что записи происходили в тот же период, что и первый альбом Tangerine Dream, Electronic Meditation, который был записан в конце 1969 года при участии самого Шнитцлера.
Музыка первых двух альбомов частично описана Стивеном и Аланом Фрименами, пишущими в «The Crack in the Cosmic Egg»: «Хотя у них никогда не было электронных инструментов, музыка Kluster была довольно необычной, с гитарами, перкуссией, органом, виолончелью и т. д., с обилием устройств обработки звука, эхо, магнитофонов и других фильтров, чтобы создать музыку, которая источала электричество — суровую, мрачную, индустриальную и кошмарно нервирующую».
Klopfzeichen был выпущен в ноябре 1970 года на лейбле Schwann. С пластиковой обложкой с тиснением, включающей две многоразовые вставки. Было отпечатано и продано всего 300 копий оригинальной пластинки. Трио также много гастролировало по Германии в 1969-70 годах.

## Переиздания
Альбом был впервые переиздан Schwann в 1980 году — с новой обложкой и наклейкой, рекламирующей Cluster и предыдущее участие Конрада Шницлера в Tangerine Dream, — а затем на американском лейбле Hypnotic в 1996 году. Это переиздание компакт-диска также содержит почти 16-минутный бонус-трек с концертного альбома Cluster & Farnbauer 1980 года «Live in Vienna».
Альбом был вновь переиздан на японском лейбле Captain Trip 20 апреля 2007 года ограниченным тиражом в 450 экземпляров на компакт-диске с адаптацией оригинальной обложки и бонус-треком группы Конрада Шнитцлера Eruption «Black Spring 1971» с их сессий 1971 года.
В 2012 году Bureau-B выпустили ещё одно переиздание на CD, а также на 180-граммовом виниле. Оригинальная обложка была адаптирована, новые примечания предоставлены Асмусом Титченсом

## Список композиций
Выпуск 1970 года; Переиздание 1980 года
Вся музыка написана Конрад Шнитцлер, Ханс-Йоахим Роделиус и Дитер Мёбиус, кроме указанных иначе.
| №  | Название                               | Текст песни                                                                                     | Длительность |
| -- | -------------------------------------- | ----------------------------------------------------------------------------------------------- | ------------ |
| 1. | «Kluster 1 (Electric Music) und Texte» | Доротея Зёлле, Ева Целлер, Лизелотта Раунер, Рудольф Отто Вимер, Уве Зайдель, Вильгельм Вилльмс | 24:00        |

| №                   | Название                                    | Длительность |
| ------------------- | ------------------------------------------- | ------------ |
| 2.                  | «Kluster 2 (Electric Music)» (инструментал) | 21:51        |
| Общая длительность: | Общая длительность:                         | 45:51        |

Переиздание на CD 1996 года
| №                   | Название                                    | Длительность |
| ------------------- | ------------------------------------------- | ------------ |
| 1.                  | «Kluster 1 (Electric Music) und Texte»      | 23:31        |
| 2.                  | «Kluster 2 (Electric Music)» (инструментал) | 21:34        |
| Общая длительность: | Общая длительность:                         | 45:05        |

| №                   | Название                                                   | Музыка                            | Длительность |
| ------------------- | ---------------------------------------------------------- | --------------------------------- | ------------ |
| 3.                  | «Untitled» (Отрывок "Metalle" из альбома "Live in Vienna") | Мёбиус, Роделиус, Джоши Фарнбауэр | 15:56        |
| Общая длительность: | Общая длительность:                                        | Общая длительность:               | 61:01        |

Переиздание на CD 2006 года
| №                   | Название                                    | Длительность |
| ------------------- | ------------------------------------------- | ------------ |
| 1.                  | «Kluster 1 (Electric Music) und Texte»      | 23:33        |
| 2.                  | «Kluster 2 (Electric Music)» (инструментал) | 21:36        |
| Общая длительность: | Общая длительность:                         | 45:09        |

| №                   | Название            | Музыка                                         | Длительность |
| ------------------- | ------------------- | ---------------------------------------------- | ------------ |
| 3.                  | «Black Spring 1971» | Шнитцлер, Клаус Фройдихманн, Вольфганг Зайдель | 15:52        |
| Общая длительность: | Общая длительность: | Общая длительность:                            | 61:01        |

## Участники записи

### Kluster
- Конрад Шнитцлер — инструменты (1-2; «Black Spring 1971»)
- Ханс-Йоахим Роделиус — инструменты (1-2; «Untitled»)
- Дитер Мёбиус — инструменты (1-2; «Untitled»)

### Дополнительный персонал
- Криста Рунге — голос (1)
- Джоши Фарнбауэр — инструменты («Untitled»)
- Клаус Фройдихманн — инструменты («Black Spring 1971»)
- Вольфганг Зайдель — инструменты («Black Spring 1971»)

### Продюсирование
- Оскар Готлиб Бларр — продюсер
- Конрад (Конни) Планк — звукорежиссёр
- Юстус «Ю.» Либих — звукорежиссёр